# Hisarlık

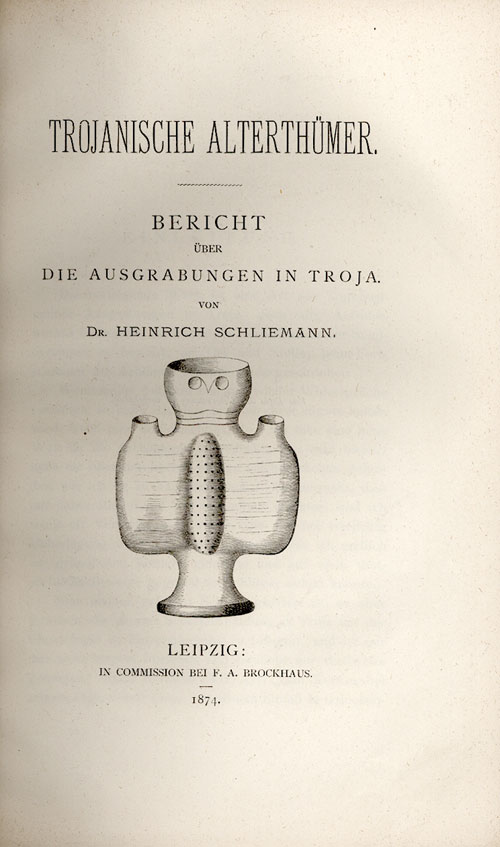
Informacje o wykopaliskach opublikowane przez Heinricha Schliemanna

Hisarlık (zapisywane też Hisarlik lub Hissarlik) – wzgórze w pobliżu wsi Tevfikiye w północno-zachodniej Turcji, znajduje się tu stanowisko archeologiczne utożsamiane z opisaną przez Homera Troją.
Wzgórze Hisarlık ma wysokość 30 m i zostało wskazane jako prawdopodobne miejsce, w którym znajdowała się starożytna Troja, przez kilku archeologów amatorów w pierwszej połowie XIX wieku. Najbardziej zaangażowanym w badania był Frank Calvert, lecz jego osiągnięcia zostały przyćmione w latach 70. XIX wieku przez obecnie rozsławionego niemieckiego archeologa amatora Heinricha Schliemanna.
Stanowisko archeologiczne Hisarlık zostało w 1998 roku wpisane na listę światowego dziedzictwa UNESCO pod nazwą Stanowisko archeologiczne Troja.